# 肯恩 (摔角手)
格倫·湯瑪斯·雅各斯（英語：Glenn Thomas Jacobs，1967年4月26日—）是美國職業摔角選手、演員、作家、商人和政治人物。作為共和黨人，他是田纳西州諾克斯縣郡長。在職業摔角中，雅各斯受聘於世界摔角娛樂（WWE），並以他的擂台名「肯恩」（Kane）聞名。2021年，肯恩入選世界摔角娛樂名人堂。
其職業生涯最早於1992年12月，以Christmas Creature名稱亮相，首戰告捷後因其實力不錯而在1995年加入世界摔角娛樂，起初以Isaac Yankem的名稱亮相，並不受大眾所喜愛，1996年在凱文·奈許跳槽至世界冠軍摔角後，也因為這個角色太受歡迎，擁有凱文·奈許在世界摔角娛樂的擂台名「Diesel」的商標權的WWF公司，讓雅各斯繼續使用該擂台名，只是觀眾不買單，給他個綽號叫作「Fake Diesel」，隨後世界摔角娛樂替其安排新的角色形象，並公開以送葬者弟弟的角色於地獄鐵籠登場。
在WWE中，肯恩是三次的世界冠軍（各贏得一次WWF冠軍、ECW冠軍和世界重量級冠軍），及十二次的世界雙打冠軍（與不同搭檔分別贏得世界雙打冠軍、WCW雙打冠軍和WWE雙打冠軍）。他也是兩次的洲際冠軍及一次的公事包大戰優勝者，並且是完成世界摔角娛樂冠軍大滿貫的第三人。
於2011年底傷癒回歸世界摔角娛樂，在當時加入Raw的陣容當中，並曾在2012年的冠軍之夜當中與丹尼爾·布萊恩組成Team Hell No，並拿下WWE雙打冠軍，在劇情上曾擔任Raw的首席运营官。
2017年3月，雅各斯宣布以共和黨身份競選田納西州諾克斯縣郡長。他接連贏得2018年5月1日的共和黨初選和2018年8月2日的正式選舉。並在2022年再度勝選成功連任。

## 摔角招式
- Chokeslam（Choke slam）

這是Kane最成名的絕招，通常都是雙手使招，然後將對手往下重擊至擂台或地板，在世界摔角聯盟時期曾多次使用單手使招，世界摔角娛樂時也常用。其搭檔也是他的哥哥送葬者也以同招揚名於摔角界，另有雪崩型態。
- Running DDT（Running DDT）
- 地獄突刺
- Big Boot

在被對手逼至角落攻擊時，一旦被對手以衝擊時，偶爾使用大腳，用腳踢擊對手脖子，讓對手昏厥。
- Tombstone Powerdriver

世界摔角聯盟時期和世界摔角娛樂初期常用，尤以戴紅色面具時期為其終結技，現已弱化，並且不太常用。此為送葬者成名招式，於B.O.D.出場比賽時，偶會與送葬者同時同場使出。
- Back Drop

現已不常用
- Clothesline From Hell

這是先把對手推到角落自己再衝過去把手舉起就會打到對手喉頭的一個摔角絕招
- Side Walk Slam
- Falling PowerBomb

## 冠軍經歷及成就
- 美國職業摔角冠軍爭霸戰
  - USWA重量級冠軍（英语：AWA Southern Heavyweight Championship）（1次）
- 世界摔角娛樂
  - WWF冠軍（1次）
  - ECW冠軍（1次）
  - 世界重量級冠軍（1次）
  - WWE洲際冠軍（2次）
  - WWE硬蕊冠軍（1次）
  - WWE雙打冠軍（2次）– 與Big Show（1次）和丹尼爾·布萊恩（1次）
  - WCW世界雙打冠軍（1次）– 與送葬者
  - 世界雙打冠軍（9次）– 與類人克（2次）、X-Pac（2次）、送葬者（2次）、喬治立·海翁斯（英语：Gregory Helms）（1次）、羅伯·凡·達姆（1次）、和Big Show（1次）
  - 2010年公事包大戰SmackDown部分優勝者

## 外部連結
- 肯恩在WWE官方網站的介紹 （页面存档备份，存于）（英文）
- Adventures of Citizen X - Kane的blog
- 格倫·雅各斯在互联网电影资料库（IMDb）上的資料（英文）